# Quathlambia stuckenbergi
Quathlambia stuckenbergi är en tvåvingeart som beskrevs av Alexander 1956. Quathlambia stuckenbergi ingår i släktet Quathlambia och familjen småharkrankar. Inga underarter finns listade i Catalogue of Life.